# The Greening of Whitney Brown
The Greening of Whitney Brown é um filme norte-americano de 2011 dirigido por Peter Skillman Odiorne.

## Sinopse
É a história de uma adolescente mimada que espera ansiosa pelo baile de formatura, mas tudo muda quando seu pai perde o emprego. A família, então, troca a vida na cidade pela simplicidade do campo, onde Whitney faz amizade com o cavalo Bob, que a ajuda a resolver pendências na antiga escola.

## Elenco
- Sammi Hanratty como Whitney Brown
- Kris Kristofferson como Dusty Brown
- Brooke Shields como Joan Brown
- Aidan Quinn como Henry Brown
- Anna Colwell como Alicia
- Charlotte Matthews como Lindsay
- Keith David como Clerk
- Slade Pearce como Ben